# Symplectoscyphus margaritaceus
Symplectoscyphus margaritaceus är en nässeldjursart som först beskrevs av George James Allman 1885.  Symplectoscyphus margaritaceus ingår i släktet Symplectoscyphus och familjen Sertulariidae. Inga underarter finns listade i Catalogue of Life.